# Tennis bei den Afrikaspielen
Tennis ist seit 1965 Bestandteil der Afrikaspiele. Es werden in sechs Wettbewerben Medaillen vergeben. Bei den Damen und Herren gibt es jeweils einen Einzel- und einen Doppelwettbewerb. Dazu kommt noch ein Mannschaftswettbewerb.

## Herren

### Einzel
| Jahr | Ort         | Gold                 | Silber                | Bronze                             |
| ---- | ----------- | -------------------- | --------------------- | ---------------------------------- |
| 1965 | Brazzaville | Mustapha Belkhodja   | Mabrouk Ali           | Pashuma Sharif                     |
| 1973 | Lagos       | Aly El Daoudi        | Thomson Onibokun      | Omar Laimina Yemisi Allan          |
| 1978 | Algier      | David Imonitie       | Tony Mmoh             | Mustapha Dislam Nduka Odizor       |
| 1987 | Nairobi     | Byron Black          | Sadiq Abdullahi       | Yahiya Doumbia Paul Wekesa         |
| 1991 | Kairo       | Jean-Christophe Nabi | Claude N’Goran        | Innocent Modika Kyrian Nwokedi     |
| 1995 | Harare      | Grant Stafford       | Claude N’Goran        | Tamer El-Sawy Amr Ghoneim          |
| 2003 | Abuja       | Lamine Ouahab        | Raven Klaasen         | Claude N’Goran Willem-Petrus Meyer |
| 2007 | Algier      | Lamine Ouahab        | Mohamed Mamoun        | Abdelhak Hameurlaïne Haythem Abid  |
| 2011 | Maputo      | Takanyi Garanganga   | Sherif Sabry          | Duncan Mugabe Candy Idoko          |
| 2015 | Brazzaville | Dennis Inondo        | Alexis Klégou         | Mark Fynn Ahmed Mounir             |
| 2019 | Rabat       | Mohamed Safwat       | Karim-Mohamed Maamoun | Aziz Dougaz Adam Moundir           |
| 2023 | Accra       | Moez Echargui        | Benjamin Lock         | Mohamed Safwat Aziz Dougaz         |

### Doppel
| Jahr | Ort         | Gold                                 | Silber                         | Bronze                                    |
| ---- | ----------- | ------------------------------------ | ------------------------------ | ----------------------------------------- |
| 1965 | Brazzaville | Ismail El Shafei Fathi Ali           | Saeed Cockar Yashvin Shretta   | Mustapha Belkhodja Mohamed Kilani         |
| 1973 | Lagos       | Aly El Daoudi Ahmed Hassan           | Lawrence Awopegba Yemisi Allan |                                           |
| 1978 | Algier      | Nduka Odizor David Imonitie          | Tony Mmoh Kehinde Ajayi        | Abdeslam Mahmoudi Fouad-Kamel Boudjemline |
| 1978 | Algier      | Nduka Odizor David Imonitie          | Tony Mmoh Kehinde Ajayi        | Abdel-Aziz Zouhir Magid Marrouki          |
| 1987 | Nairobi     | Byron Black Mark Gurr                | Sadiq Abdullahi Godwin Emeh    | Clive Wilson Graham Martin                |
| 1987 | Nairobi     | Byron Black Mark Gurr                | Sadiq Abdullahi Godwin Emeh    | Romanus Chuks Nwazu David Imonitie        |
| 1991 | Kairo       | Rashid Hassan Malcolm Birch          | Franklyn Ofori Kenneth Dowuona | Amr Ghoneim Moustafa Naim                 |
| 1991 | Kairo       | Rashid Hassan Malcolm Birch          | Franklyn Ofori Kenneth Dowuona | Eno Polo Norbert Oduor                    |
| 1995 | Harare      | Grant Stafford John-Laffnie de Jager | Tamer El-Sawy Amr Ghoneim      | Emmanuel Udozorh Godwin Omuta             |
| 1995 | Harare      | Grant Stafford John-Laffnie de Jager | Tamer El-Sawy Amr Ghoneim      | Louis Vosloo Damien Roberts               |
| 2003 | Abuja       | Raven Klaasen Willem Petrus Meyer    | Sunday Maku Jonathan Igbinovia | Amr Ghoneim Karim Maamoun                 |
| 2003 | Abuja       | Raven Klaasen Willem Petrus Meyer    | Sunday Maku Jonathan Igbinovia | Karim-Mohamed Maamoun Mohamed Nashaat     |
| 2007 | Algier      | Lamine Ouahab Slimane Saoudi         | Karim Maamoun Mohamed Maamoun  | Salifu Mohammed Menford Owusu             |
| 2007 | Algier      | Lamine Ouahab Slimane Saoudi         | Karim Maamoun Mohamed Maamoun  | Haythem Abid Walid Jallali                |
| 2011 | Maputo      | Clifford Enosoregbe Onyeka Mbanu     | Candy Idoko Lawal Shehu        | Karim-Mohamed Maamoun Sherif Sabry        |
| 2011 | Maputo      | Clifford Enosoregbe Onyeka Mbanu     | Candy Idoko Lawal Shehu        | Takanyi Garanganga Mark Fynn              |
| 2015 | Brazzaville | Wisdom Na Ajdrago George Darko       | Denis Inondo Sarma Nkuluta     | Omar Kâ Yannick Languina                  |
| 2015 | Brazzaville | Wisdom Na Ajdrago George Darko       | Denis Inondo Sarma Nkuluta     | Bishop Mosebi Lebelo Mosehle              |
| 2019 | Rabat       | Aziz Dougaz Skander Mansouri         | Adam Moundir Lamine Ouahab     | Karim-Mohamed Maamoun Sherif Sabry        |
| 2019 | Rabat       | Aziz Dougaz Skander Mansouri         | Adam Moundir Lamine Ouahab     | Akram El Sallaly Mohamed Safwat           |
| 2023 | Accra       | Aziz Dougaz Skander Mansouri         | Benjamin Lock John Lock        | Moez Echargui Aziz Ouakaa                 |
| 2023 | Accra       | Aziz Dougaz Skander Mansouri         | Benjamin Lock John Lock        | Fares Zakaria Mohamed Safwat              |

### Mannschaft
| Jahr | Ort         | Gold                                                         | Silber                                                                     | Bronze                                |
| ---- | ----------- | ------------------------------------------------------------ | -------------------------------------------------------------------------- | ------------------------------------- |
| 2011 | Maputo      | Ägypten Karim Maamoun Sherif Sabry                           | Madagaskar Ando Rasolomalala Jacob Rasolondrazana                          | Nigeria                               |
| 2015 | Brazzaville | Demokratische Republik Kongo                                 | Nigeria                                                                    | Simbabwe Ägypten                      |
| 2019 | Rabat       | Marokko Lamine Ouahab Adam Moundir Anas Fattar Yassir Kilani | Ägypten Akram El Sallaly Karim-Mohamed Maamoun Mohamed Safwat Sherif Sabry | Tunesien Aziz Dougaz Skander Mansouri |
| 2023 | Accra       | Tunesien                                                     | Ägypten                                                                    | Elfenbeinküste                        |

## Damen

### Einzel
| Jahr | Ort         | Gold               | Silber                     | Bronze                                  |
| ---- | ----------- | ------------------ | -------------------------- | --------------------------------------- |
| 1978 | Brazzaville | Jane Davies-Doxzon | Susan Wakhungu             | Yamina Hassan Houda Abdellah            |
| 1987 | Nairobi     | Myriam Berthe      | Rolake Olagbegi            | Warda Bouchabou Sally-Anne McDonald     |
| 1991 | Kairo       | Myriam Berthe      | Warda Bouchabou            | Dally Randriantefy Julia Muir           |
| 1995 | Harare      | Dally Randriantefy | Nannie de Villiers         | Natacha Randriantefy Cara Black         |
| 2003 | Abuja       | Clara Udofa        | Fadzai Mawisire            | Khady Berthe Sabath Ibrahim             |
| 2007 | Algier      | Samia Medjahdi     | Lizaan du Plessis          | Seheno Razafindramaso Nihal Tarek-Saleh |
| 2011 | Maputo      | Ons Jabeur         | Chanel Simmonds            | Nour Abbès Mayar Sherif                 |
| 2015 | Brazzaville | Sandra Samir       | Zarah Razafimahatratra     | Valeria Bhunu Grace Denga               |
| 2019 | Rabat       | Mayar Sherif       | Chanel Simmonds            | Sandra Samir Lamis Alhussein Abdel Aziz |
| 2023 | Accra       | Angella Okutoyi    | Lamis Alhussein Abdel Aziz | Mayar Sherif Sandra Samir               |

### Doppel
| Jahr | Ort         | Gold                                    | Silber                                  | Bronze                                     |
| ---- | ----------- | --------------------------------------- | --------------------------------------- | ------------------------------------------ |
| 1978 | Algier      | Jane Davies-Doxzon Susan Wakhungu       | Samira Mahmoudi Yamina Hassan           | Olfa Abdellah Houda Abdellah               |
| 1978 | Algier      | Jane Davies-Doxzon Susan Wakhungu       | Samira Mahmoudi Yamina Hassan           | Cecilia Nnadozie Victoria Omoleme          |
| 1987 | Nairobi     | Rolake Olagbegi Veronica Oyibokia       | Myriam Berthe Sadia Berthe              | Louisa Wekesa Judy Wakhungu                |
| 1987 | Nairobi     | Rolake Olagbegi Veronica Oyibokia       | Myriam Berthe Sadia Berthe              | Susan Wakhungu Jane Davies-Doxzon          |
| 1991 | Kairo       | Julia Muir Paula Iversen                | Warda Bouchabou Samira Mahmoudi         | Veronica Oyibokia Nosa Imafidon            |
| 1991 | Kairo       | Julia Muir Paula Iversen                | Warda Bouchabou Samira Mahmoudi         | Myriam Berthe Sadia Berthe                 |
| 1995 | Harare      | Dally Randriantefy Natacha Randriantefy | Mareze Joubert Nannie de Villiers       | Lucinda Gibbs Giselle Swart                |
| 1995 | Harare      | Dally Randriantefy Natacha Randriantefy | Mareze Joubert Nannie de Villiers       | Paula Iversen Cara Black                   |
| 2003 | Abuja       | Clara Udofa Osaro Amadin                | Fadzai Mawisire Fadzai Masiyazi         | Assa Berthe Khady Berthe                   |
| 2003 | Abuja       | Clara Udofa Osaro Amadin                | Fadzai Mawisire Fadzai Masiyazi         | Musu Bangoura Jane Bahoi                   |
| 2007 | Algier      | Samia Medjahdi Assia Halo               | Kelly Anderson Lizaan du Plessis        | Magy Mikhail Nihal Tarek-Saleh             |
| 2007 | Algier      | Samia Medjahdi Assia Halo               | Kelly Anderson Lizaan du Plessis        | Osaro Amadin Margaret Olagundoye           |
| 2011 | Maputo      | Magy Mikhail Mayar Sherif               | Ons Jabeur Nour Abbès                   | Samia Medjahdi Assia Halo                  |
| 2011 | Maputo      | Magy Mikhail Mayar Sherif               | Ons Jabeur Nour Abbès                   | Natasha Fourouclas Chanel Simmonds         |
| 2015 | Brazzaville | Ola Abou Zekry Sandra Samir             | Dona Abuhabaga Moura Ishak              | Melissa Ifidzhen Elizabeth Pam             |
| 2015 | Brazzaville | Ola Abou Zekry Sandra Samir             | Dona Abuhabaga Moura Ishak              | Valeria Bhunu Pauline Chawafambira         |
| 2019 | Rabat       | Rana Sherif Ahmed Mayar Sherif          | Lamis Alhussein Abdel Aziz Sandra Samir | Adesuwa Osabuohien Barakat Oyinlomo Quadre |
| 2019 | Rabat       | Rana Sherif Ahmed Mayar Sherif          | Lamis Alhussein Abdel Aziz Sandra Samir | Sara Akid Rania Azziz                      |
| 2023 | Accra       | Merna Refaat Sandra Samir               | Angella Okutoyi Cynthia Wanjala         | Divine Dasam Nweke Barakat Oyinlomo Quadre |
| 2023 | Accra       | Merna Refaat Sandra Samir               | Angella Okutoyi Cynthia Wanjala         | Lamis Alhussein Abdel Aziz Mayar Sherif    |

### Mannschaft
| Jahr | Ort         | Gold                                                             | Silber                                               | Bronze                                                                                    |
| ---- | ----------- | ---------------------------------------------------------------- | ---------------------------------------------------- | ----------------------------------------------------------------------------------------- |
| 2011 | Maputo      | Tunesien Ons Jabeur Nour Abbès                                   | Ägypten Magy Aziz Mayar Sherif                       | Madagaskar Hariniony Andriamananarivo Niriantsa Rasolomalala                              |
| 2015 | Brazzaville | Ägypten                                                          | Republik Kongo                                       | Simbabwe Nigeria                                                                          |
| 2019 | Rabat       | Ägypten Lamis Salama Sandra Samir Rana Sherif Ahmed Mayar Sherif | Marokko Sara Akid Rania Azziz Rita Atik Salma Ziouti | Nigeria Adesuwa Osabuohien Barakat Quadre Blessing Samuel Audu Aanu Enita Mercy Aiyegbusi |
| 2023 | Accra       | Ägypten                                                          | Nigeria                                              | Marokko                                                                                   |